# Shalu (klooster)
Shalu (Tibetaans: ཞྭ་ལུ།, Wylie: Zhwa-lu) is een Tibetaans boeddhistisch klooster uit de sakyatraditie die in 1040 werd gesticht door Chetsun Sherab Jungnay op 22 km ten zuiden van Shigatse in U-Tsang, in Tibet.
Het klooster is bekend als opleidingscentrum, voor psychische training en om de muurschilderingen die tot de oudste van Tibet worden gerekend. Shalu was het eerste van de grote kloosters die werd gebouwd door Tibetaanse adellijke families uit de Tsang-dynastie.

## Geschiedenis
Tijdens de aardbeving van 1329 werd de tempel sterk beschadigd en weer opnieuw opgebouwd in 1333 door lokale heren in opdracht van de Mongoolse keizer van China. De nieuwe constructie van het klooster werd gedomineerd door Mongoolse stijlen met massieve naar binnen hellende wanden rond een binnenplaats. Het heeft een dik houtwerk en een geglazuurde dakpannen uit Amdo. In die tijd stond de tempel onder leiding van de 11e abt Butön Rinchen Drub. Hij was geen capabele bestuurder, maar is bekend geworden in Tibet als groot geleerde en schrijver. In Shalu catalogiseerde hij bij elkaar 4569 religieuze en filosofische boeddhistische geschriften en zette ze in een logische en samenhangende volgorde. Ook schreef hij hier het boek Geschiedenis van boeddhisme in India en Tibet die anno jaren '00 nog steeds in de studie van Tibetaanse monniken wordt gebruikt.
In de achttiende eeuw was Thuken Lobzang Chokyi Nyima ( 1737-1802) en auteur van het befaamde werk De Kristallen Spiegel van Filosofische Systemen enige tijd de abt van het klooster.

## Binnenin het klooster
De tempel Shalu Lakhang bevindt zich in het midden van het klooster. Op de begane grond, in de Tshomchen, zijn er schrijnen van Gautama Boeddha en zijn leerlingen. De dakverdieping van de kapellen zijn in Chinees blauw betegeld met de beeltenis van Boeddha, Buton en de Arahant's. De wanden bevatten grote oude muurschilderingen over voornamelijk het leven van Boeddha. Dit deel heeft anno jaren 00 aan restauratie nodig.
Shalu kent vier waardevolle stukken: een soetrabord uit ongeveer het jaar 1300, een heilige koperen ketel die meestal afgesloten is en bedekt is met een rode doek, een stenen waskuip die in 1040 gebouwd is door Chetsun Sherab Jungnay en een stenen wastafel uit dezelfde tijd. De wastafel heeft de inscriptie met de Mantra Om mani padme hum.
Shalu staat sinds 1988 op de lijst van culturele erfgoederen in de Tibetaanse Autonome Regio.

Shalu (klooster)
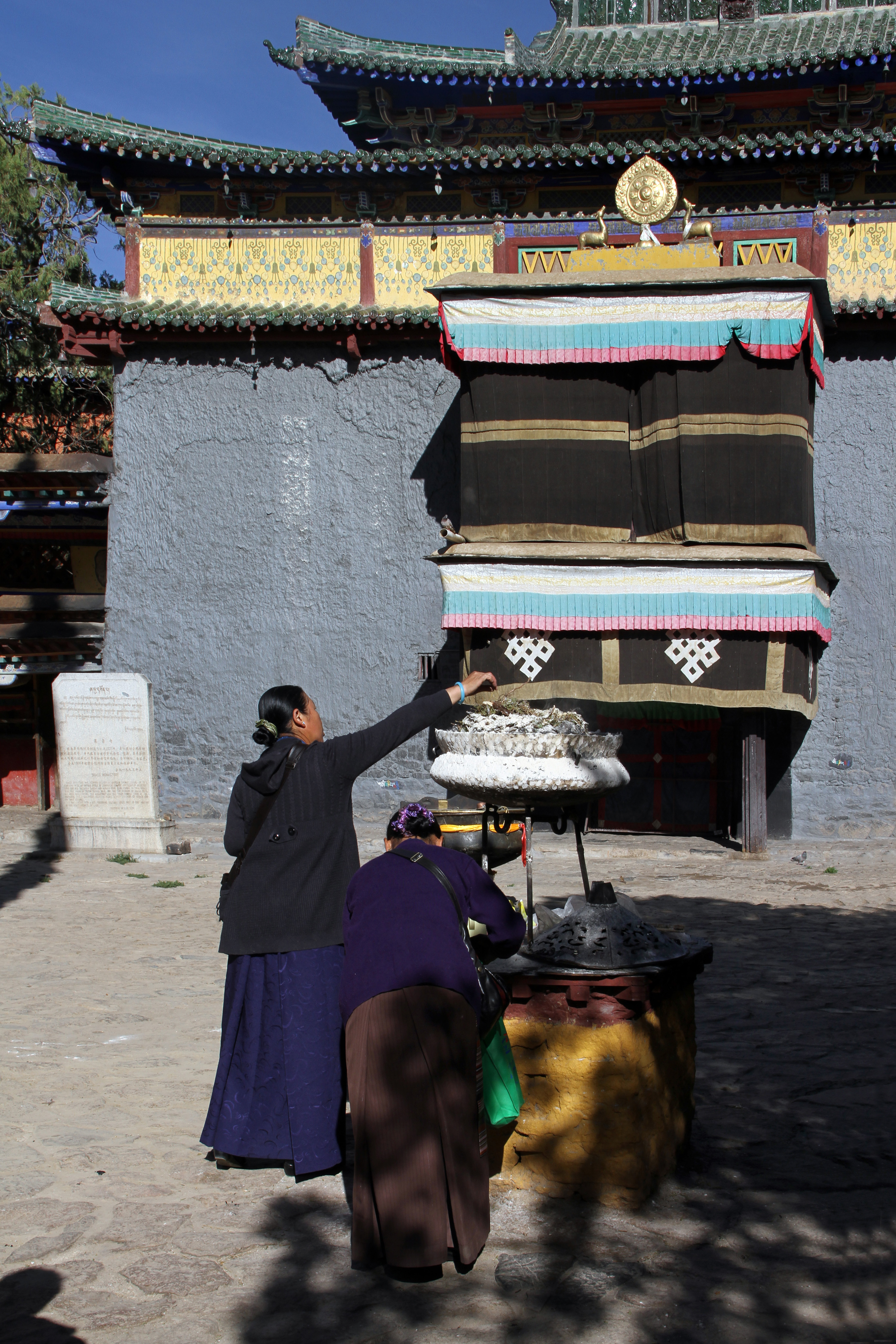
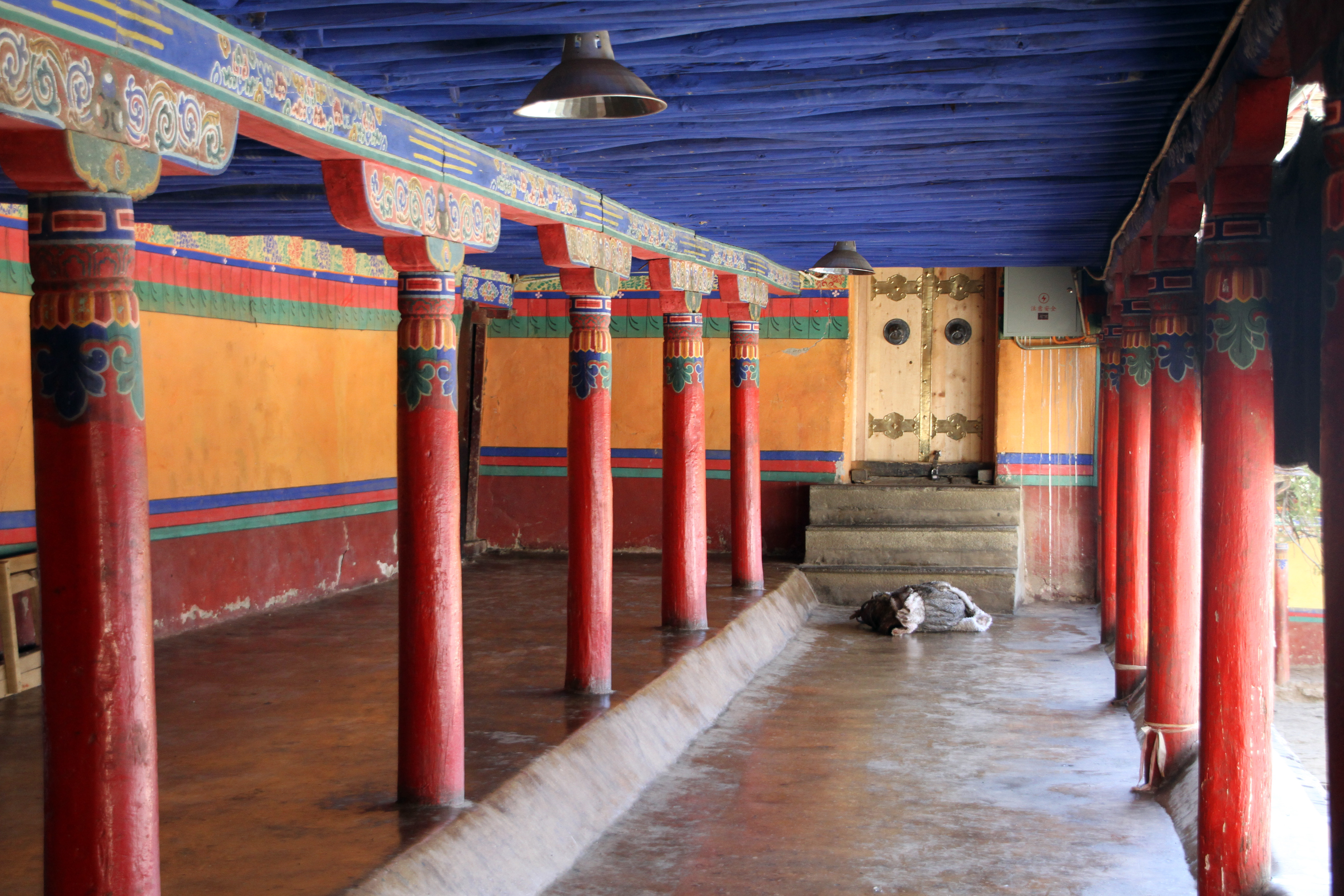
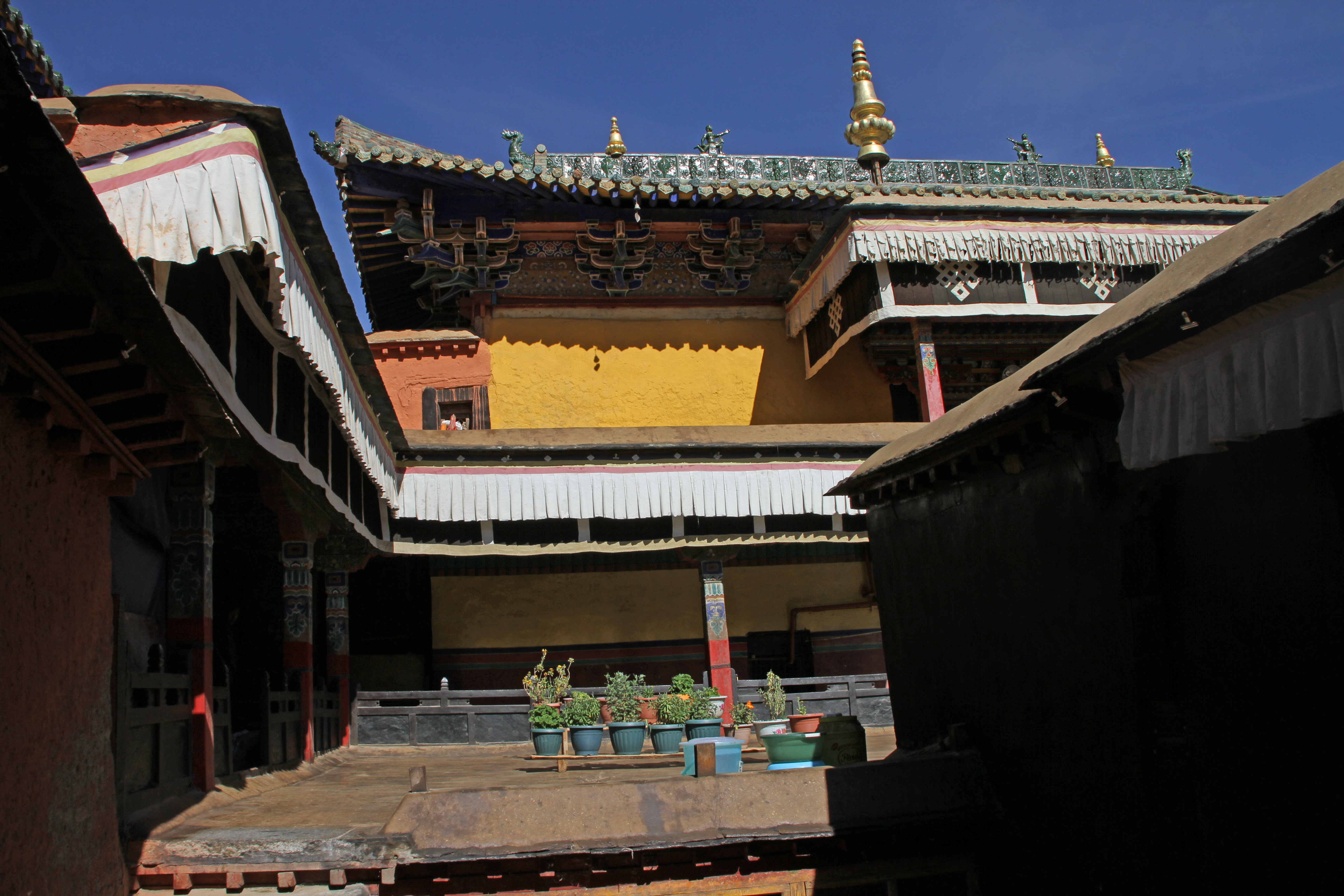
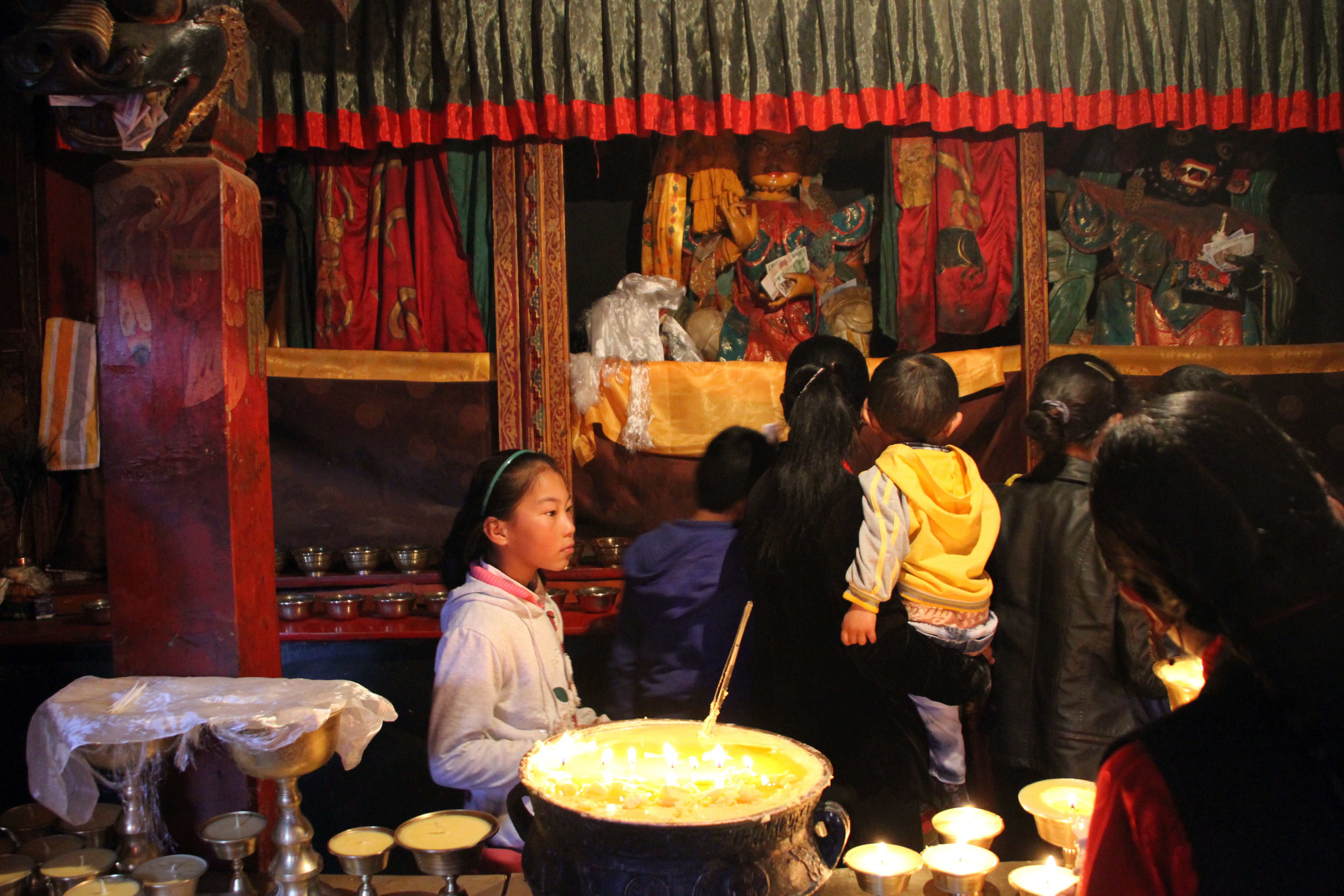
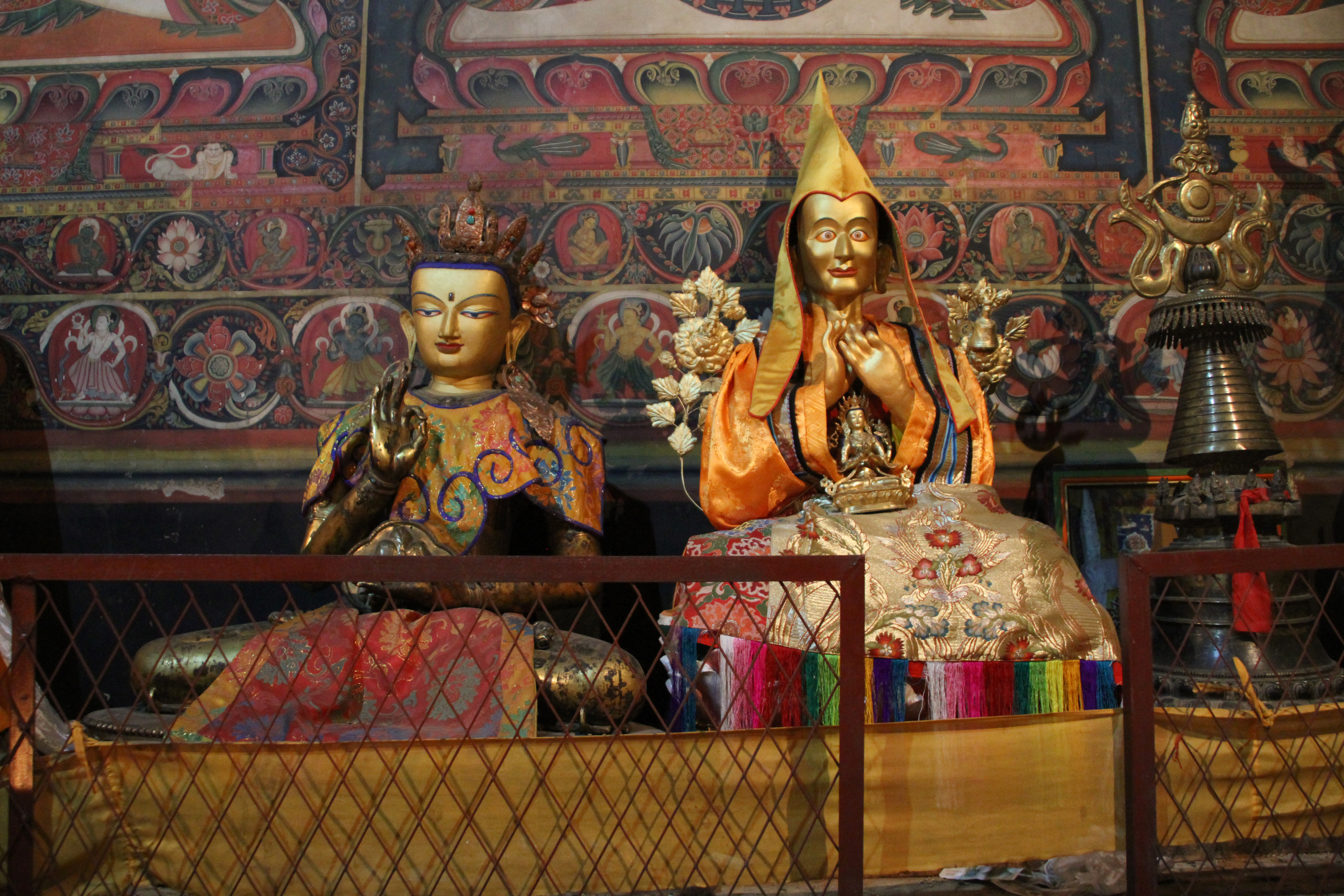
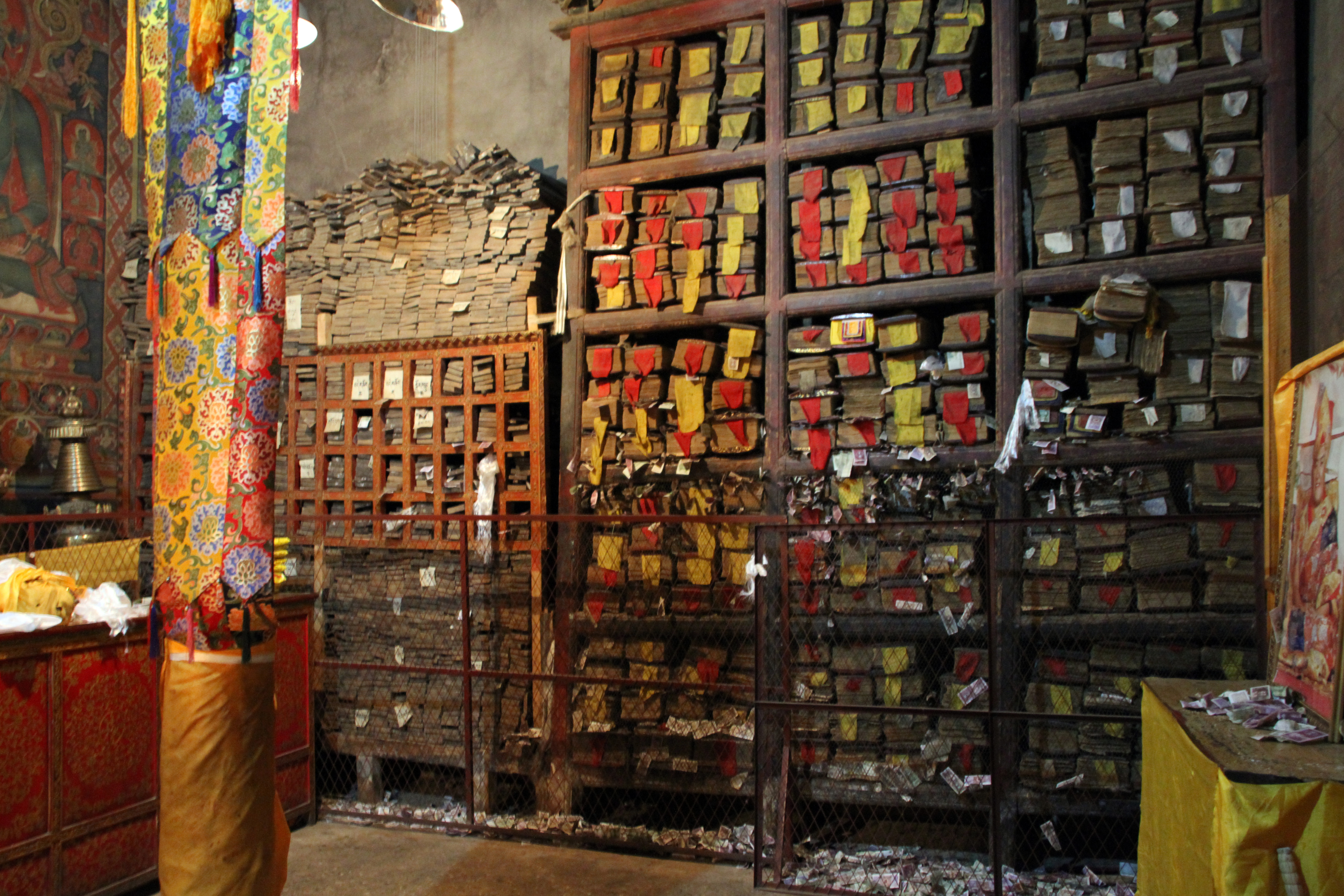